# Kenneth Farmer

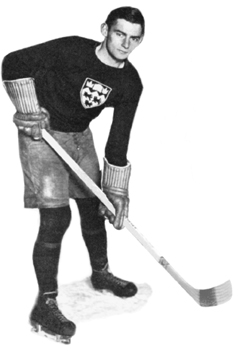
Kenneth Farmer im Dress der McGill University

Kenneth Pentin „Le Plou“ Farmer (* 26. Juli 1912 in Westmount, Québec; † 12. Januar 2005 in Montréal, Québec) war ein kanadischer Eishockeyspieler. 

## Karriere
Kenneth Farmer begann seine Karriere als Eishockeyspieler in der Saison 1929/30 beim Amateurteam Montreal Northern Electric. Anschließend besuchte er von 1930 bis 1934 die McGill University, während er parallel zu seinem Studium für deren Eishockeymannschaft spielte. Nach seinem Studium lief er im Amateurbereich zunächst für die Montreal Victorias auf. Als Gastspieler repräsentierte er bei den Winterspielen 1936 Kanada mit den Port Arthur Bearcats. Im Anschluss an das Turnier verbrachte er weitere drei Jahre bei den Montreal Victorias. Während des Zweiten Weltkriegs diente er in den kanadischen Streitkräften. Nach Kriegsende war er in verschiedenen kanadischen Sportverbänden aktiv. 

### International
Für Kanada nahm Farmer an den Olympischen Winterspielen 1936 in Garmisch-Partenkirchen teil, bei denen er mit seiner Mannschaft die Silbermedaille gewann. 

## Erfolge und Auszeichnungen
- 1936 Silbermedaille bei den Olympischen Winterspielen